# Lophiobagrus cyclurus
Lophiobagrus cyclurus és una espècie de peix de la família dels claroteids i de l'ordre dels siluriformes.
És present al llac Tanganyika (Àfrica).
És un peix d'aigua dolça i de clima tropical (23 °C-26 °C).
Els mascles poden assolir 8 cm de longitud total.
Menja larves de quironòmids i coleòpters, petits crustacis i, ocasionalment també, matèria vegetal.
És ovípar.
No en presenta usos comercials.
El seu moc és verinós per a altres peixos.